# Berguedà

Berguedà zászlaja

Berguedà (spanyolul Berguedá) járás (comarca) Katalóniában, Barcelona tartományban. Berguedà Baixa Cerdanya, Ripollès, Osona, Bages, Solsonès, Alt Urgell és Lluçanès comarcákkal határos.

## Települések

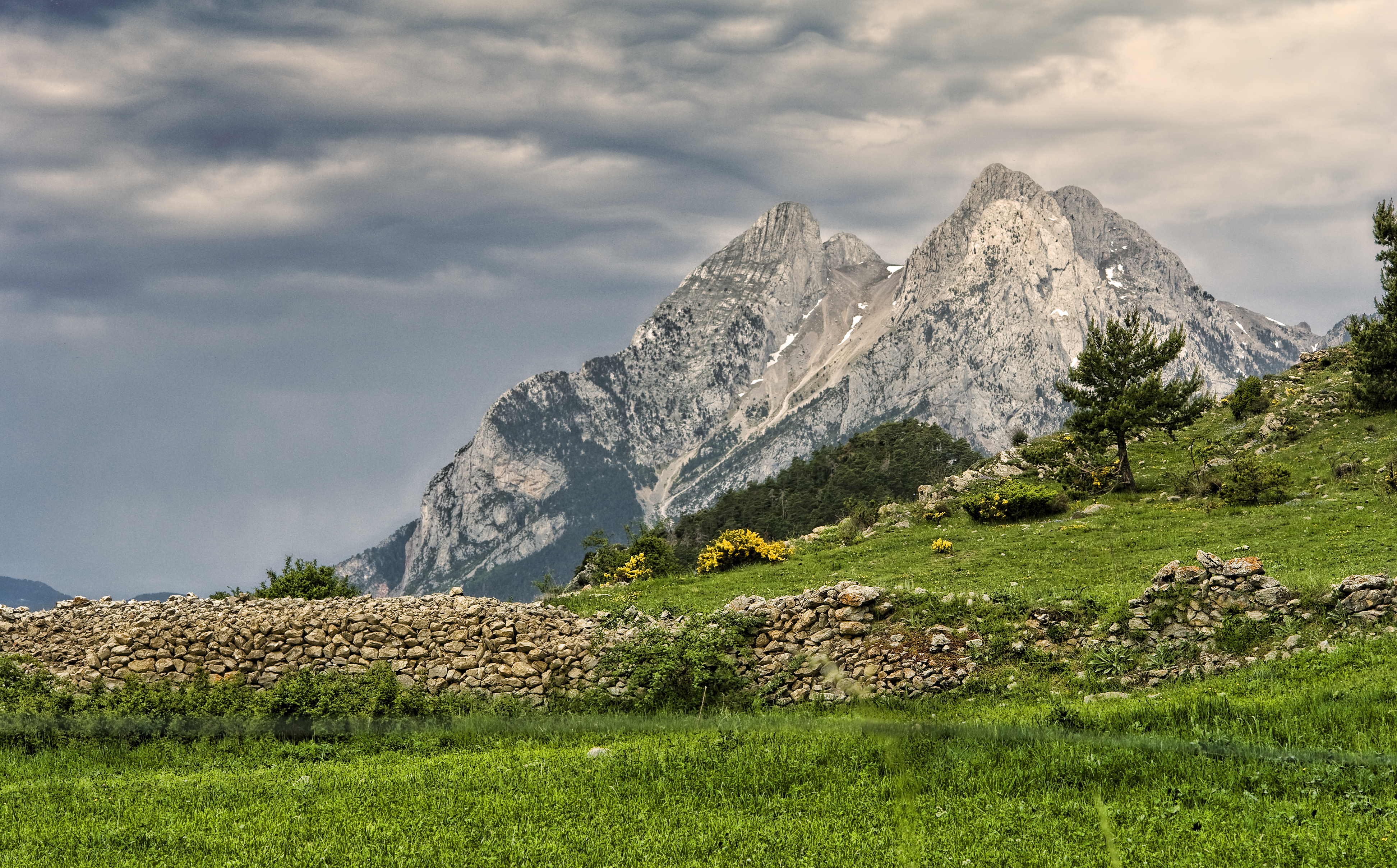
Pedraforca

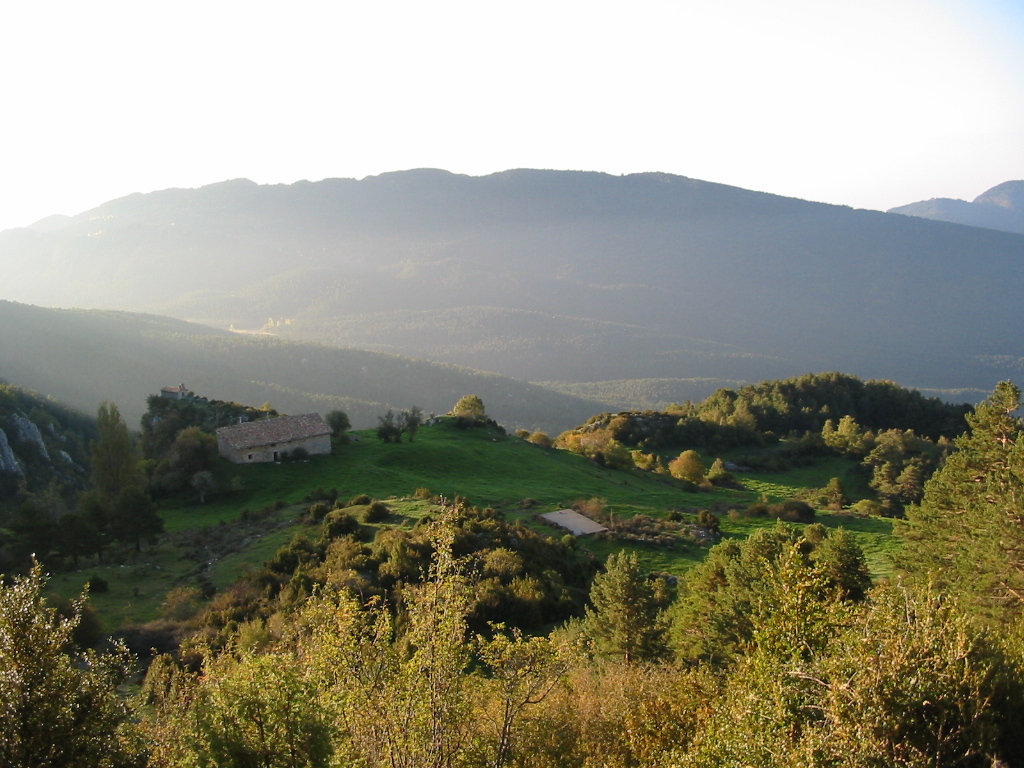
Rasos de Peguera

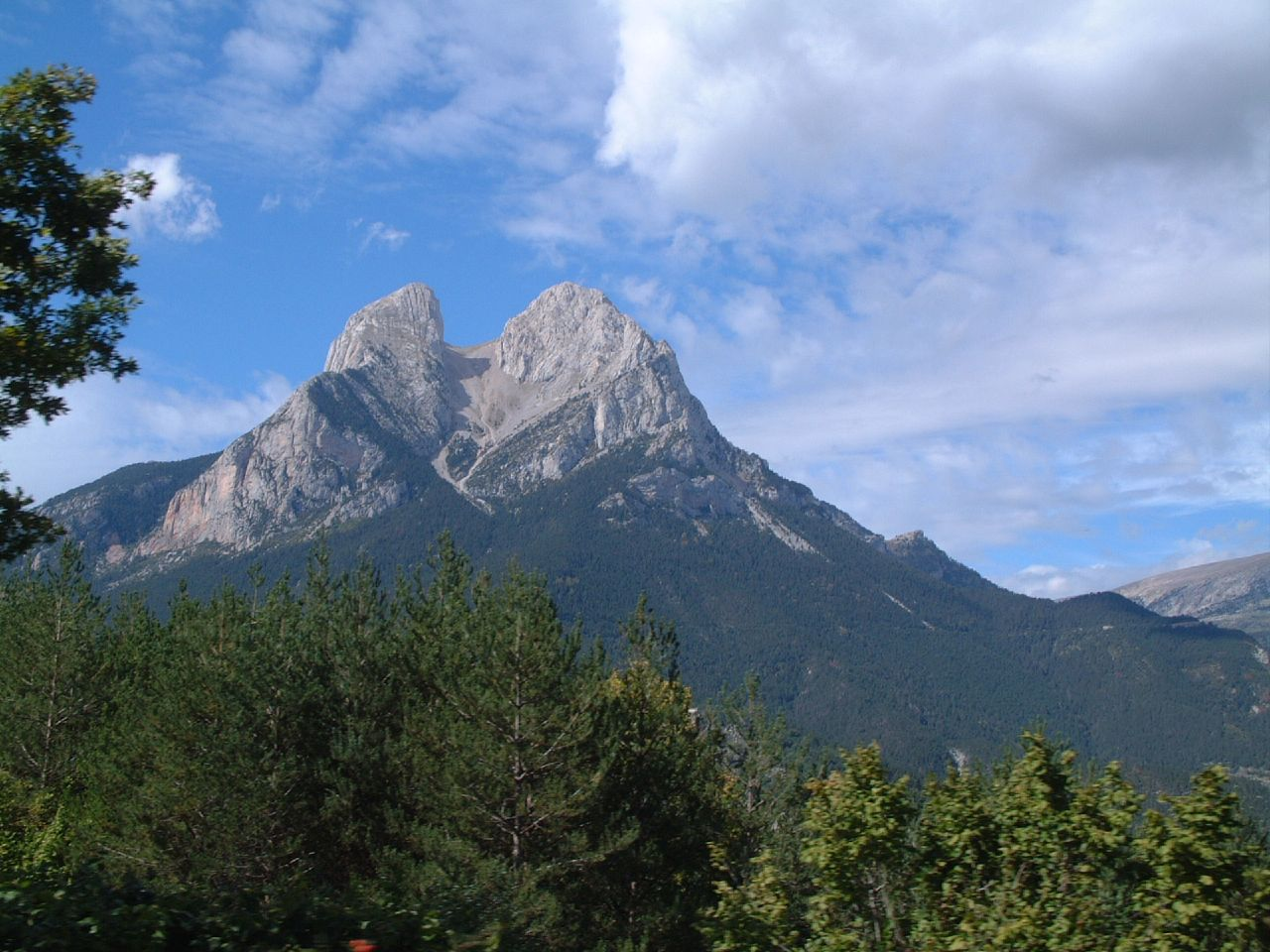
Pedraforca

A település neve utáni szám a népességet mutatja. Az adatok 2005 szerintiek.
- Avià - 2 015
- Bagà - 2 160
- Berga - 16 175
- Borredà - 518
- Capolat - 79
- Casserres - 1 548
- Castell de l'Areny - 60
- Castellar de n'Hug - 184
- Castellar del Riu - 152
- Cercs - 1 342
- L'Espunyola - 270
- Fígols - 48
- Gironella - 4 853
- Gisclareny - 36
- Guardiola de Berguedà - 926
- Gósol - 223
- Montclar - 121
- Montmajor - 460
- La Nou de Berguedà - 159
- Olvan - 897
- La Pobla de Lillet - 1 348
- Puig-reig - 4 197
- La Quar - 68
- Sagàs - 140
- Saldes - 346
- Sant Jaume de Frontanyà - 28
- Sant Julià de Cerdanyola - 258
- Santa Maria de Merlès - 151
- Vallcebre - 284
- Vilada - 507
- Viver i Serrateix - 193